# 小野素郷
小野 素郷（おの そきょう、1750年1月30日（寛延2年12月23日） - 1820年6月9日（文政3年4月29日））は、江戸時代中期～後期の俳人。通称は永二。号は他に松涛舎、望春亭。編著に『みちのくふり』『柴の戸』など。奥羽四天王と称される人で、京都の蕉門中興の最大の貢献者五升庵蝶夢の門に入り、1783年（天明3年）に盛岡に帰り、俳諧と謡曲を指導した。三柳舎馬遊によって『柴の戸抄』が刊行された。